# إلياس زيدان
الياس زيدان (بالفرنسية: ilyes zidene) هو لاعب كرة قدم فرنسي يلعب لصالح ريال مدريد ومنتخب فرنسا تحت 17 عاما وهو الإبن الأصغر للاعب الفرنسي السابق زين الدين زيدان ولد بتاريخ:(26 ديسمبر 2005).

## تاريخه مع كرة القدم
تكّون إلياس فرنانديز، المولود بمدينة مارسيليا (جنوب فرنسا) في 26 ديسمبر/ كانون الأول 2005، في نادي ريال مدريد، مثل جميع إخوته الذين سبقوه، ويشارك حالياً في فئة الناشئين المولودين سنة 2005، ويلعب في مركز الظهير الأيسر.

## براعته مع ريال مدريد
أحرز نجل المدير الفني لنادي ريال مدريد زين الدين زيدان هدفا رائعا، خلال مشاركته في إحدى مباريات شباب «المرينغي».ونشرت صحيفة آس الإسبانية فيديو لهدف أكثر من رائع سجله إلياس زيدان من تصويبة صاروخية، نال من خلالها إعجاب الجميع.

## ترتيبه بين إخوته
يعتبر إلياس البالغ من العمر 17 سنة الابن الرابع لنجم يوفنتوس وريال مدريد سابقاً، بعد كل من إنزو (28 سنة) لاعب نادي روديز (الدرجة الثانية الفرنسية) ولوكا (23 سنة) حارس مرمى رايو فاليكانو الإسباني وثيو (19 سنة) لاعب نادي ريال مدريد كاستيا (الفريق الثاني)، ليكتمل التعداد بالتحاق آخر عنقود من العائلة الكروية بمركز «كليرفونتان» لتحضير المنتخبات الفرنسية.

## إنضمامه لمنتخب فرنسا تحت 17 عاما
استدعى مدرب منتخب فرنسا للناشئين، جوزي ألكوسير، آخر أبناء الأسطورة الفرنسية من أصول جزائرية زين الدين زيدان إلياس فرنانديز (اختار لقب الأم العائلي في مشواره الرياضي) لتمثيل المنتخب الفرنسي دون 17 سنة بعد صدور لائحة المنتخب للمعسكر التحضيري المقبل الذي سيقام بعد 10 أيام، ليسير إلياس على خطى أخيه ثيو الذي استُدعي هو الآخر لتمثيل فرنسا فئة تحت 20 سنة